# Rachel Gailis
Rachel Gailis (* 30. August 2004) ist eine US-amerikanische Tennisspielerin.

## Karriere
Gailis begann mit vier Jahren mit dem Tennisspielen und spielt bislang vorrangig auf Turnieren der ITF Women’s World Tennis Tour, bei denen sie bislang einen Titel im Einzel gewinnen konnte.
Anfang April 2021 erhielt sie bei ihrem ersten Turnier der WTA Tour, dem Volvo Car Open, eine Wildcard für die Qualifikation im Dameneinzel. Sie verlor in der ersten Runde mit 1:6 und 2:6 gegen Harriet Dart.

## Turniersiege

### Einzel
| Nr. | Datum        | Turnier  | Kategorie | Belag     | Finalgegnerin  | Ergebnis |
| --- | ------------ | -------- | --------- | --------- | -------------- | -------- |
| 1.  | 7. Juli 2024 | Lakewood | ITF W15   | Hartplatz | India Houghton | 6:3, 6:4 |